# Sutnga
Sutnga es una localidad de la India, en el distrito de Jaintia Hills, estado de Meghalaya.

## Geografía
Se encuentra a una altitud de 1090 m s. n. m. a 101 km de la capital estatal, Shillong, en la zona horaria UTC +5:30.

## Demografía
Según estimación 2010 contaba con una población de 3 236 habitantes.